# 右昌一甲福德廟
右昌一甲福德廟，是臺灣高雄市楠梓區右昌的廟宇，為右昌四大古廟之一，主奉福德正神。

## 廟史
右昌一甲福德廟創建於康熙年間，由右衝庄境主大元帥爺公之指示創建。歷經百餘年，於昭和八年由右昌仕紳楊亦安、林憨條、林龍鳳、詹角等人集資捐輸重建。目前樣貌為1979年再次重建。

## 祀神
福德正神、虎爺

## 外部連結
- 右昌一甲福德廟的Facebook專頁